# 구장 (식물)
구장(蒟醬, 학명: Piper betle)은 쌍떡잎식물 이판화군 후추목 후추과의 덩굴식물이다.
인도 원산의 식물로 인도와 동남아시아에서 기호품으로 재배되고 있다. 특유의 향미가 있다. 잎은 두껍고 하트모양이며 길이는 7∼25cm 정도이다. 꽃은 단성화(單性花)로 흰색이고 밑으로 처지는 수상꽃차례에 달린다.
인도에서는 이 식물의 잎을 빤(paan)이라고 하는데 특유의 향미로 옛날부터 입안의 냄새를 제거하고 성대를 좋게 하며 입안을 깨끗이 하기 위하여 식후 혹은 평상시 담배와 같은 역할로 씹었다. 그 방법은 잎자루를 제거한 다음 잎몸 중앙에 석회를 약간 바르고 성숙하지 않은 빈랑나무의 열매(빈랑열매: Areca nut, betel nut)와 그 외 다른 향신료(카다멈 등)와 담배 등을 싸서 씹는다. 빈랑열매에서 나오는 빨간 색소 때문에 입안과 침이 붉게 되며 침을 계속 뱉기 때문에 인도나 동남아시아의 길에 빨간 침자국이 있는 것을 흔히 볼 수 있다.
이러한 풍습은 인도 ·말레이시아 ·인도차이나 ·중국 남부 ·인도네시아 ·아라비아 및 아프리카 등지에 퍼져 있어, 세계 인구의 1/3이 즐기는 기호품이다. 그러나 현재 International Agency for Research on Cancer (IARC)와 WHO(World Health Organization)의 발표에 따르면 담배의 포함여부에 상관없이 구강암을 증가시키며 그 원인은 빈랑열매 때문이라 알려져있다.
한방에서 말린 잎을 구장엽(蒟醬葉)이라고 하며, 건위 및 거담제로 사용한다.

## 같이 보기
- 산구장
- 카바 (식물)
- 까트